# Пермский округ
Пермский округ — административно-территориальная единица Уральской области, существовавшая в 1923—1930 годах.
Пермский округ был образован в ноябре 1923 года. Центром округа был назначен город Пермь.
По состоянию на 3 мая 1924 года округ был разделён на 19 районов: Больше-Сосновский район, Верещагинский район, Добрянский район, Ильинский район, Карагайский район, Красно-Очёрский район, Култаевский район, Ленинский район, Лысьвенский район, Мотовилихинский район, Нердвинский район, Нытвенский район, Оханский район, Сергинский район, Сивинский район, Чёрмозский район, Чусовской район, Юговской район, Юго-Камский район. С 6 мая 1924 года на территории округа было установлено поясное время двух часовых поясов: в районах к западу от Камы — GMT+3, в Перми и в восточных районах — GMT+4.
По данным на 1 января 1926 года в округе также 19 районов: Верхне-Городский район, Добрянский район, Ильинский район, Карагайский район, Красно-Верещагинский район, Култаевский район, Ленинский район, Лысьвенский район, Мотовилихинский район, Нердвинский район, Нытвенский район, Оханский район, Очёрский район, Сергинский район, Сивинский район, Сосновский район, Чёрмозский район, Чусовской район и Юговской район
К 1928 году округ включал 18 районов: Верещагинский район, Верхне-Городский район, Добрянский район, Ильинский район, Калининский район, Карагайский район, Ленинский район, Лысьвенский район, Нердвинский район, Нытвенский район, Оханский район, Очёрский район, Сергинский район, Сивинский район, Сосновский район, Чёрмозский район, Чусовской район и Юговской район.
В 1929 году из упразднённого Кунгурского округа в Пермский были переданы Берёзовский, Кишертский, Кунгурский, Ординский, Суксунский, Уинский и Юго-Осокинский районы.
Указом от 30 июля 1930 года Пермский округ, как и большинство остальных округов СССР, с 15 августа того же года упразднялся. Его районы и города отошли в прямое подчинение Уральской области.
Население округа в 1926 году составляло 716,0 тыс. человек. Из них русские — 95,5 %; татары — 1,9 %.